# بنجامین فرانکلین
بنجامین فرانکلین (به انگلیسی: Benjamin Franklin) (۱۷ ژانویه ۱۷۰۶ – ۱۷ آوریل ۱۷۹۰) یکی از پدران بنیان‌گذار ایالات متحده آمریکا بود.  فرانکلین یک نویسنده، چاپخانه‌دار، طنزنویس، نظریه‌پرداز سیاسی، سیاستمدار، دیپلمات، فراماسون، رئیس پست، دانشمند همه‌چیزدان، مخترع، فیزیک‌دان، فعال مدنی، مرد سیاسی و اقتصاددان بود. او همچنین پدر ویلیام فرانکلین آخرین فرماندار سلطنتی پنسیلوانیا و از مخالفان سرسخت استقلال بود. به عنوان یک دانشمند، او یکی از چهره‌های مطرح در روشنگری آمریکا بود و در تاریخ فیزیک برای کشف‌ها و نظریه‌هایش در مورد برق شناخته شده‌است. میله برق گیر، عینک دو کانونی، بخاری هیزمی فرانکلین و آرمونیکا از اختراعات او هستند. همچنین او در ایجاد سازمان‌های ، از جمله نخستین کتابخانه عمومی در آمریکا، دانشگاه پنسیلوانیا و نخستین ایستگاه آتش‌نشانی پنسیلوانیا نقش کلیدی داشت.
فرانکلین لقب نخستین آمریکایی را برای تلاش‌های خستگی ناپذیرش برای اتحاد مستعمرات سیزده‌گانه به عنوان نویسنده و سخنگوی کولونی‌های متعدد در لندن به دست آورد. به عنوان نخستین سفیر آمریکا در فرانسه، نمونه‌ای از مردم کشور تازه تأسیس آمریکا برای دنیا بود. فرانکلین در تعریف روح آمریکا به شکل وصلت ارزش‌های عملی صرفه‌جویی، سخت‌کوشی، آموزش و پرورش، روح جمعی، سازمان مردم‌نهاد و مخالفت با هر گونه خودکامگی دینی و سیاسی، همراه با ارزش‌های علمی و صبورانه عصر روشنگری نقشی اساسی داشت. به قول مورخ هنری استیل کاماجر (یه انگلیسی Henry Steele Commager)، «در فرانکلین ارزشهای پیورتانیسم بدون کاستی‌هایش و نور عصر روشنگری بدون حرارتش تلفیق شده بودند». والتر ایزاکسون (به انگلیسی Walter Isaacson)در مورد فرانکلین می‌گوید: «او پیشرفته‌ترین آمریکایی زمان خود بود و تأثیرگذارترین فرد در اختراع نوع جامعه‌ای که آمریکا به آن شکل درآمد.»
فرانکلین در سن ۲۳ سالگی، با انتشار روزنامه پنسیلوانیا گازت یک روزنامه‌نگار و چاپخانه‌دار موفق در فیلادلفیا، پیشروترین شهر در کولونی‌ها شد. او با انتشار کتاب آلماناک (سالنامه) ریچارد فقیر، با نام مستعار (به انگلیسی: Richard Saunders) درآمد قابل توجهی کسب کرد. از سال ۱۷۶۷، او با روزنامه پنسیلوانیا کرونیکل همکاری می‌کرد که به خاطر گرایش‌های انقلابی و انتقاد از سیاست‌های بریتانیا مشهور شده بود.
فرانکلین شهرت بین‌المللی علمی قابل توجهی به خاطر آزمایش‌هایش در زمینهٔ الکتریسیته و اختراع‌های معروفش، به خصوص برق‌گیر پیدا کرد. او نقش عمده‌ای در ایجاد آکادمی و کالج پنسیلوانیا در سال ۱۷۵۱ داشت که بعدها به دانشگاه پنسیلوانیا تبدیل شد. او جامعهٔ فیلسوفان آمریکایی را شکل داد و به عنوان رئیس آن در سال ۱۷۶۹ انتخاب شد.
فرانکلین یک قهرمان ملی لقب گرفت، زمانی که تلاش‌های کولونی‌ها برای حذف قانون نامحبوب تمبر را در پارلمان رهبری کرد. او به عنوان یک دیپلمات مجرب که نماینده آمریکا در فرانسه بود و نقشی کلیدی در توسعه دوستانه روابط فرانسه-آمریکا داشت، مورد تحسین فرانسوی‌ها قرار گرفت. تلاش‌های او در تأمین پشتیبانی برای ارسال مهمات در طول انقلاب استقلال آمریکا نقشی کلیدی در سرنوشت استقلال آمریکا داشت.
برای سال‌ها مسئول ارتباط بریتانیا با کلنی‌ها بود، همین موضوع به او این امکان را داد که نخستین شبکهٔ ارتباط ملی را راه‌اندازی کند. او درزمینه‌های اجتماعی، مستعمرات و سیاست ایالتی در کنار ملی و بین‌المللی فعال بود. از ۱۷۸۵ تا ۱۷۸۸ او به عنوان فرماندار پنسیلوانیا (به‌طور رسمی رئیس بالاترین کمسیون اجرایی پنسیلوانیا) بود. در اواخر عمرش تمامی برده‌هایش را به فروش رساند و یکی از معروف‌ترین شخصیت‌های ضد برده‌داری شد.
زندگی رنگارنگ او و میراث دستاوردهای علمی و سیاسیش، و لقب یکی از تأثیرگذارترین پدران آمریکا، همگی خود را در گرامی داشتن یاد او در سکه‌ها و اسکناس‌ها؛ کشتی‌های جنگی؛ اسم بسیاری شهرها، روستاها، مراکز آموزشی و شرکت‌ها بیش از ۲۰۰ سال پس از مرگش زنده نگه داشته‌است.

## تبار

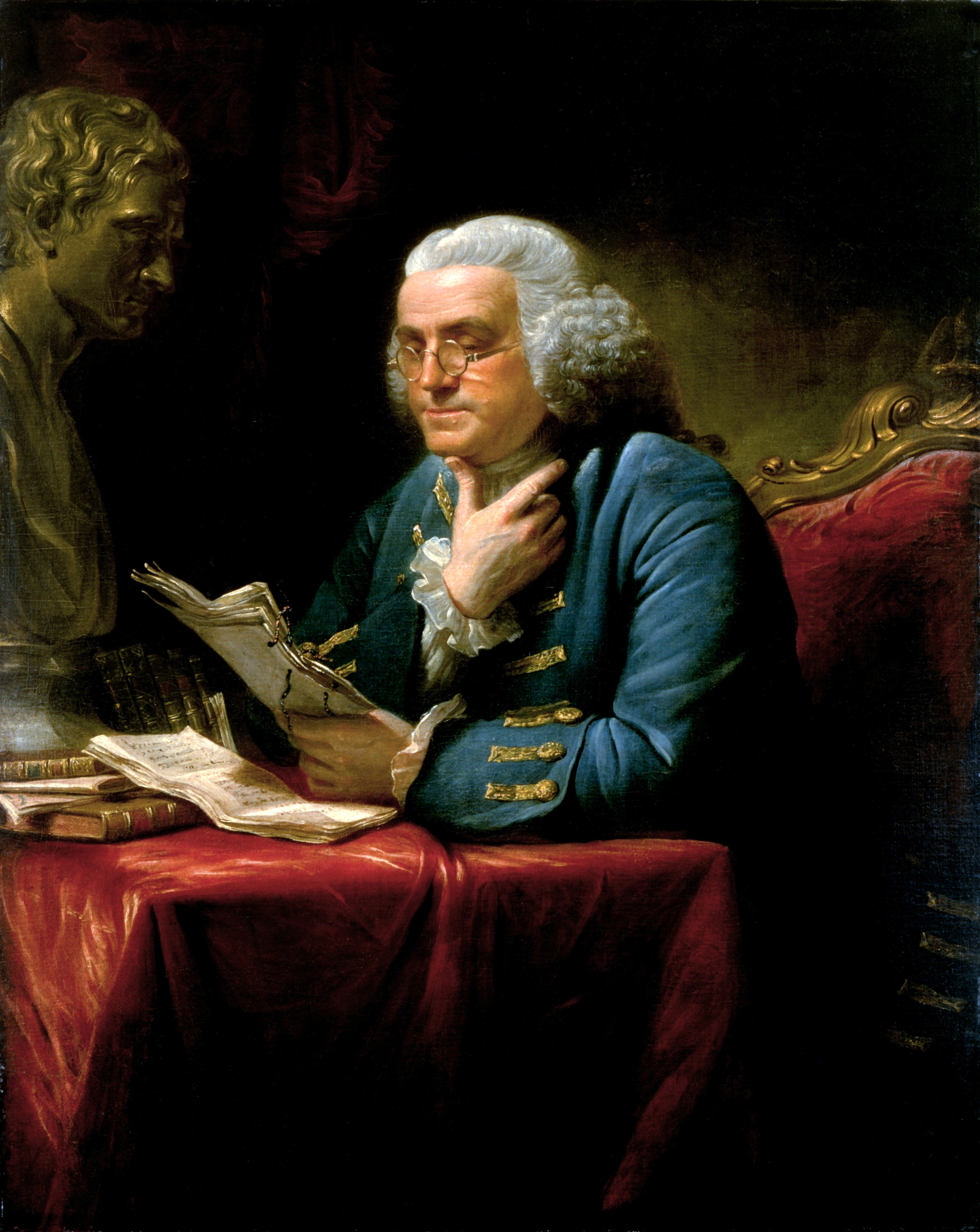
نقاشی بنجامین فرانکلین اثر دیوید مارتین، سال ۱۷۶۷ میلادی

جوزایا فرانکلین پدر بنجامین فرانکلین، در ۱۲ دسامبر ۱۶۵۷ در نورث همپتون شایر انگلستان به دنیا آمد. او پسر توماس فرانکلین (آهنگر و زارع) و جین وایت بود. جوزایا فرانکلین از پیه نهنگ صابون و شمع تولید می‌کرد.
مادر بنجامین، آبیا فولگر، متولد نونتوکیت، ماساچوست در تاریخ ۱۵ اوت ۱۶۷۷ بود.
جوزایا فرانکلین هفده فرزند از دو همسر داشت. او با همسر اولش، آن چایلد (به انگلیسی Anne Child)، به تاریخ ۱۶۷۷ در اشتون ازدواج کرد و به تاریخ ۱۶۸۳ با او به بوستون مهاجرت کرد. آن‌ها قبل از مهاجرت ۳ فرزند و بعد از آن ۴ فرزند با یکدیگر داشتند. پس از مرگ آن چایلد، جوزایا در تاریخ ۶ ژوئیه ۱۶۸۹ توسط ساموئل ویلارد در اولد سات میتینگ هاوس با آبیا فولگر ازدواج کرد. بنجامین، فرزند هشتم آن‌ها، فرزند پانزدهم جوزایا فرانکلین و دهمین و آخرین فرزند پسر بود.
جوزایا فرانکلین در سال ۱۶۷۰ دین پیوریتانیزم را برگزید. پیوریتانیزم جنبشی اعتراضی در انگلستان بود که به پاک کردن افکار آنگلوساکسون از دین کاتولیک رومی پرداخت. پیوریتن‌ها این افکار را خرافات می‌پنداشتند. سه چیز برای پیوریتن‌ها بسیار اهمیت داشت: هر گردهمایی توسط خود افراد مدیریت شود، وزرا جشن‌هایی را برگزار کنند به جای اینکه اعمال دینی را مثل گروه مردم برگزار کنند، و اینکه هر عضو این گروه خودش به تنهایی بتواند انجیل را مطالعه کند و با توجه به نظر شخصی از راه خودش، رابطهٔ خود را با خدا برقرار کند. پیوریتانیزم به افراد طبقهٔ متوسط مانند پدر بنجامین فرانکلین تعلق داشت که از استقلال اراده، بحث، مطالعه و داشتن شخصیت لذت می‌بردند.
ریشه‌های دموکراسی آمریکایی را می‌توان در ارزش‌های ارادهٔ شخصی پیوریتانیزم دید. این ارزش‌ها، که به بنجامین فرانکلین و دیگر پدران آمریکا (مانند جان آدامز) انتقال پیدا کرده بود، شامل اهمیت هویت شخصی و خشم در برابر حکومت‌های ستمگر می‌شد. یکی از ارزش‌های مورد قبول جوزایا، اینکه فرد با کار زیاد شخصیت پیدا می‌کند، همین فرد صنعتگر را در برابر خدا قرار می‌داد. کار زیاد و برابری، ارزش‌های پیوریتانیزم بود، که بنجامین در طول زندگی خود موعظه می‌کرد و در آثار او مثل «آلماناک ریچارد فقیر» و «زندگی‌نامه» اش متجلی است.
مادر بنجامین فرانکلین قبل از به دنیا آمدن فرانکلین مرد، آبیا فولگر، در خانواده‌ای پیوریتن به‌دنیا آمده بود و جزو نخستین گروه پناهندگان بود که به ماساچوست برای آزادی مذهبی آمده بودند، وقتی چارلز اول پادشاه انگلستان شروع به محاکمهٔ پیوریتن‌ها کرد، آن‌ها در سال ۱۶۳۵ از طریق دریا راهی بوستون شدند. پدر او «نوعی شورشی تغییر یافته بر اساس شرایط آمریکا» بود به عنوان منشی دادگاه، به خاطر نافرمانی در نوشتن جرم‌های مغازه‌داران و خانواده‌های طبقهٔ متوسط زندانی شده بود. بنجامین فرانکلین پا جای پای پدربزرگش نهاد، هنگامی که به مبارزه با خانوادهٔ پن، صاحبان ثروتمند کولونی پنسیلوانیا برخاست.

## روز جهانی کودکان مخترع
روز هفدهم ژانویه به مناسبت تولد بنجامین فرانکلین، روز اختراعات کودک نام گرفته‌است. فرانکلین وقتی ۱۲ ساله بود پدال‌های دستی را اختراع کرد که سرعت او را در شنا بالا می‌برد؛ اختراعی که امروزه به شکل باله‌های غواصی به کار می‌رود.

## دوران جوانی

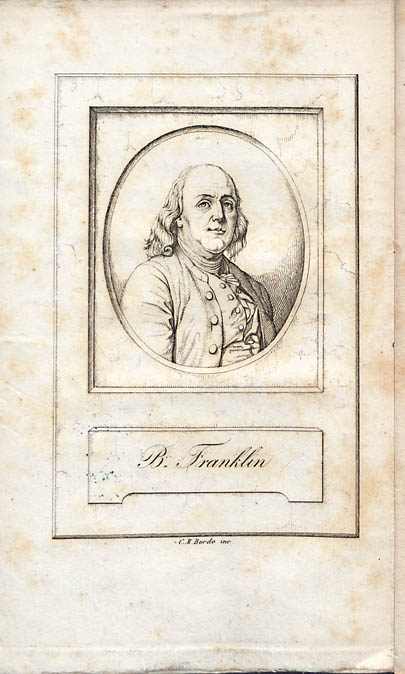
فرانکلین، ۱۸۲۵

بنجامین، به‌عنوان دهمین پسر و پانزدهمین فرزند فرانکلین، که تولیدکنندهٔ صابون و شمع بود، در شهربوستون ایالت ماساچوست زاده شد. وی از اوان کودکی با اشتیاق و علاقه، به مطالعهٔ کتابهای علمی، مذهبی و ادبیات پرداخت و گنجینه‌ای از دانش و معلومات کسب کرد. بنجامین مدتی در چاپ‌خانهٔ برادر ناتنی خود، جیمز فرانکلین، به کارآموزی پرداخت و برای نخستین بار در سال ۱۷۲۲ با نام مستعار خانم سایلنس دوگود (به انگلیسی: Mrs. Silence Dogood) در روزنامهٔ برادرش چهارده مقالهٔ طنزآمیز و کوتاه منتشر کرد. آن روزنامه در همان سال به‌خاطر مقالهٔ جنجال‌برانگیزی که به چاپ رساند توقیف، و جیمز فرانکلین که سردبیر آن بود، به یک ماه زندان محکوم شد. ازآن‌پس، بنجامین مدیریت روزنامه را برعهده گرفت و به نشر آن همت گماشت. او پس از ترک بوستن به فیلادلفیا رفت. فرانکلین در فیلادلفیا به صنعت چاپ روی آورد و کتاب‌های بی‌شماری را منتشر ساخت. فعالیت‌های خستگی‌ناپذیر او درزمینهٔ چاپ کتاب، وی را به‌عنوان ناشر صاحب‌نامی به اشتهار رسانید. فرانکلین در دوران زندگی به فعالیت‌های اجتماعی (مانند تأسیس باشگاه مخفی جنتو)و خدمات عمومی و امدادرسانی همت گماشت و به عضویت در این مؤسسات پذیرفته شد. او توجه خود را به خدمات شهری و رفاه عمومی، مانند نظافت خیابان‌ها، روشنایی شهر، نظام تشکیلاتیِ مدارس، تأسیس آتش‌نشانی غیرانتفاعی، بیمارستان و نخستین کتاب‌خانهٔ امانتی که در دنیا بی‌همتا بود، معطوف داشت.

## عضویت در فراماسونری
در سال‌ها ۱۷۳۰ یا ۱۷۳۱، فرانکلین به عضویت در یک لژ ماسونی محلی دعوت شد. او در سال ۱۷۳۴ استاد اعظم (فراماسونری) شد که نشاندهنده رشد اهمیت او در پنسیلوانیا بود.
در همان سال، او نخستین کتاب ماسونی در آمریکا، اصول فراماسونها، اثر جیمز اندرسون را ویرایش و چاپ کرد. او از سال ۱۷۳۵ تا ۱۷۳۸، منشی لژ سنت جان در فیلادلفیا بود. فرانکلین تا پایان عمرش یک فراماسون باقی ماند.

## اصول سیزده‌گانهٔ معرفتیِ بنجامین فرانکلین
بنجامین فرانکلین، نفْس خویش را به مدد امساک و پرهیزگاری، که از دوران شباب بدان خو گرفته‌بود، مهار کرد و به خلوص آن همت ورزید. او فهرستی شامل سیزده روش سودمند درزمینهٔ آموزش اخلاق، که خود وی در تمام طول زندگی بدان پایبند بود، به‌صورت زیر تنظیم کرد:
1. خویشتن‌داری: شکم را تا مرز بلاهتِ شعور پُر مکن و تا مرز بی‌خودی منوش.
2. سکوت: سخنی بران که خود یا دیگران از آن سود گیرید؛ از سخنان بی‌ثمر پرهیز کن.
3. نظم و انضباط: هرچیز را در جای خود قرار ده و هر کاری را به وقت خود موقوف کن.
4. عزم و اراده: آنچه را باید به انجام رسد، بدان همت گمار، و آنچه را بدان اراده نموده‌ای، بدون وقفه و خلل به انجام رسان.
5. قناعت: از خرج کردن برای خوش‌آمدِ دیگران یا خشنودی خویش بپرهیز و چیزی را ضایع مکن.
6. سعی و کوشش: زمان را ازدست مده، هر لحظه به کاری سودمند بپرداز، کارهای باطل را از خود دور کن.
7. راستی و درستی: از فریب بپرهیز، اندیشه را به عصمت و حقیقت آراسته دار و به سخن خویش پایبند باش.
8. عدالت: راضی به زیان دیگران مباش، مباد که بر کسان ستمی روا داری و آنان را از خیری که بدان موظفی، بی‌نصیب گردانی.
9. اعتدال: از تندروی پرهیز کن؛ اهانت ناروا به دیگران، که به گمان خویش، خود نیز درخور آن نیستی، روا مدار.
10. نظافت: ناپاکی را از تن و جامه و خانهٔ خویش بزدا.
11. آسایش خیال: آرام باش و از خرده‌گیری بپرهیز و از وقایع عادی و حوادث اجتناب‌ناپذیر روی درهم مکش.
12. عفّت: در ارضای میل جنسی اعتدال را رعایت کن؛ تنها به‌خاطر حفظ تندرستی و بقای نسل و نه تا مرز جنون و سستی، نزدیکی کن. در این راه از جرح عواطف و سلامت خود و دیگری خودداری کن و دغدغهٔ خوشنامی خویشتن را به دل داشته‌باش.
13. تواضع و فروتنی: از پیشکسوتان بزرگ، مانند عیسی مسیح و سقراط تقلید کن.

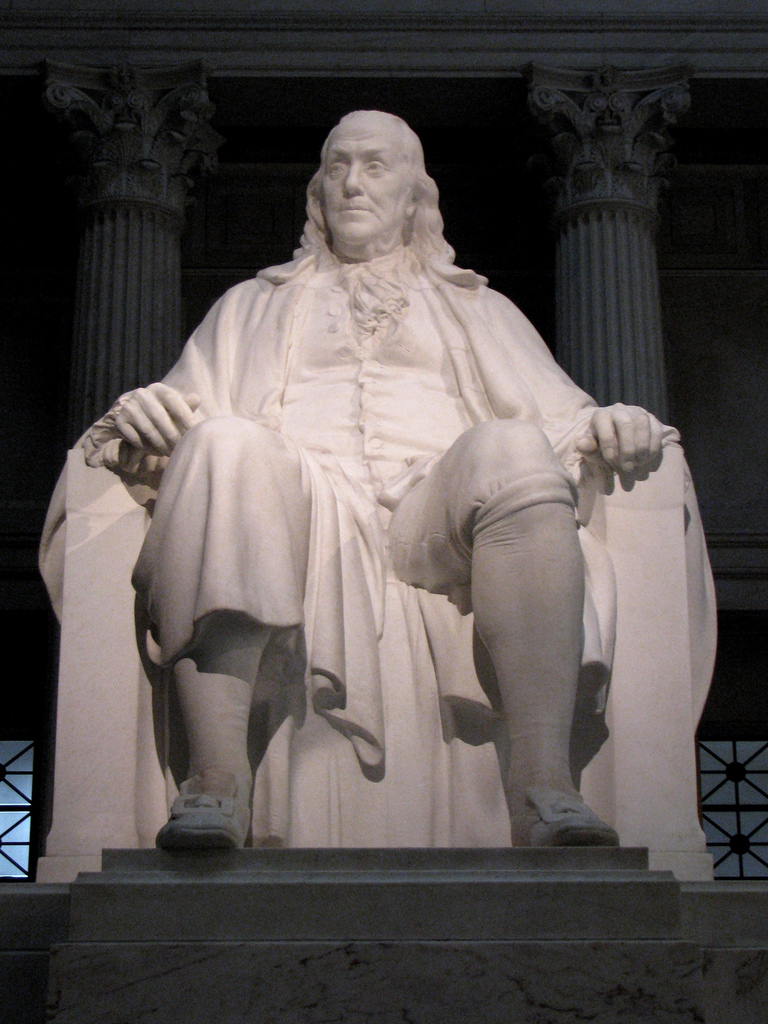
تندیس یادبود بنجامین فرانکلین در موزهٔ مؤسسهٔ علوم فرانکلین در فیلادلفیا

## فعالیت‌های سیاسی و علمی

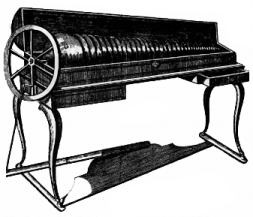
آرمونیکا، از اختراعات فرانکلین

از نخستین اقدامات بنجامین فرانکلین، تأسیس کلوب جنتو در سن بیست و یک سالگی بود. بنجامین فرانکلین در سال ۱۷۴۸ مؤسسهٔ انتشاراتیِ خود را ترک کرد و در سال ۱۷۵۰ به عضویت پارلمان پنسیلوانیا برگزیده شد. آثار منتشرشدهٔ فرانکلین در این دوران تأثیر بسزایی در تشکیلات آموزشیِ پنسیلوانیا داشت و با انتشار کتاب پیشنهادی چند درباب آموزش و پرورش جوانان پنسیلوانیا، در احداث آکادمی فیلادلفیا، که بعدها به نام دانشگاه پنسیلوانیا خوانده شد، مفید افتاد. برنامهٔ پیشنهادیِ فرانکلین علوم قدیمی و مسلط آن دوران را محدود و دانش جدید را شامل زبان انگلیسی، زبان‌های زندهٔ خارجی، ریاضیات و علوم طبیعی جایگزین کرد.فرانکلین به رازهای الکتریسیته پی برد. اصطلاحات جریان‌ الکتریکی و رسانای الکتریکی و قطب‌های مثبت و منفی از جمله ابداعات اوست . او مجموعه‌ای از ظروف شیشه‌ای دارای بار الکتریکی را به هم متصل کرد و نام آن را باتری گذاشت . او مانند سایر دانشمندان عصر روشنگری معتقد بود که باید حقایق را از طریق مطالعه نحوه کارکرد اشیا در جهان طبیعت دریافت . او دریافت آذرخش نیز نوعی تخلیه بار الکتریکی است و در سال ۱۷۵۲ موفق به اختراع برق‌گیر شد .در پی این کشف، ایمانوئل کانت گفت: فرانکلین آتش بهشت را دزدید و اورا پرومته عصر جدید نامید. فرانکلین در سال‌های ۱۷۵۱ تا ۱۷۶۴، به‌تناوب، معاونت وزارت پُست را به‌عهده داشت. او درمجموع پانزده سال به‌عنوان نمایندهٔ پنسیلوانیا، جورجیا، نیوجرسی، و ماساچوست در انگلستان اقامت گزید. بنجامین فرانکلین در یکی از سفرهای خود از انگلستان به آمریکا، در توقف کوتاهی که نصیبش شد، «انجمن فلسفی آمریکا» را تأسیس کرد. او در سال ۱۷۷۵ انگلستان را به مقصد آمریکا ترک گفت و در همان سال به عضویت کنگرهٔ آمریکا درآمد و پس از مدتی به کمیتهٔ تنظیم «بیانیهٔ استقلال ایالات متحدهٔ آمریکا» دعوت شد.
به‌خاطر افکار درخشان و حس آزادی‌خواهی او و همچنین در پیوند با اختراع برق‌گیر، دربارهٔ او چنین گفته‌اند:
«او برق را از پهنهٔ آسمان و شمشیر را از دست ستمکاران برگرفت.»
فرانکلین به‌اتفاق ۵۴ نفر از مقامات برجستهٔ سیزده ایالت دیگر، بیانیهٔ استقلال را در ۴ ژوئیهٔ ۱۷۷۶ امضا کرد و یک سال بعد، از طرف کنگره به‌عنوان سفیر سیزده ایالات مستقل آمریکا به فرانسه رفت و در آنجا به‌عنوان سیاست‌مداری بزرگ اشتهار یافت.

## آثار بنجامین فرانکلین
فرانکلین در تمام دوران زندگی به انتشار رسالات، مقالات و پند و اندرز در هر زمینه و هر مقوله‌ای پرداخت. زندگی‌نامهٔ خود را، که در سال ۱۷۷۱ آغاز کرده بود، همچنان ناتمام گذاشت. فرانکلین در آن زمان سفیر مستعمرات آمریکا در انگلستان بود و یک هفته فراغت کاری داشت، در ۶۷ یا ۶۸ سالگی شروع به نوشتن بخش اول آن کرد، بعد از مدتی آن را رها کرد و حدود ۱۳ سال با مسائلی همچون استقلال آمریکا، جنگ‌های داخلی و… درگیر بود. همچنین این دوران با انقلاب فرانسه نیز مقارن شد. نهایتاً به توصیه دو نفر از دوستانش، بعد از ۱۳ سال، یعنی در دو سه سال آخر عمرش به نوشتن این کتاب ادامه داد و بخش دو، سه و چهار آن را نوشت. این کتاب تا ۵۸ سالگی فرانکلین را در بر می‌گیرد، در صورتی که فرانکلین ۸۴ سال عمر کرده و سالهای پایانی زندگی او در این کتاب درج نشده‌است. اما همین مقدار هم امروزه بسیار اثر معروفی است. این کتاب با عنوان زندگی من توسط بهنام چهرزاد ترجمه و در نشر چهرزاد به طبع رسیده‌است
فرانکلین با بیشتر بزرگان عهد خویش مکاتبه داشت و نامه‌های بی‌شماری از وی به یادگار مانده‌است. از او همچنین چند شعر به یادگار مانده‌است. مهم‌ترین شعر او را می‌توان «مرگ یک ماهیگیر است» دانست که توسط کامبیز منوچهریان به پارسی ترجمه شده‌است.

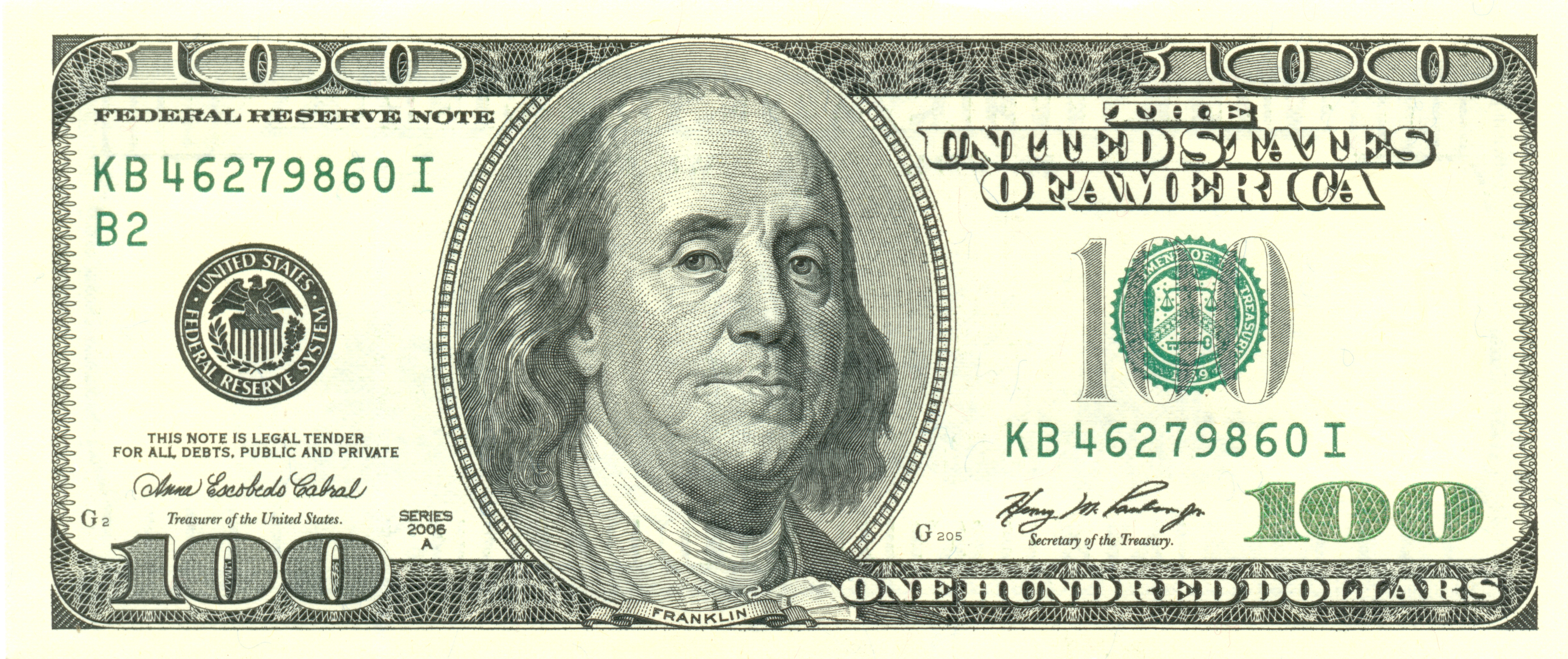
تصویر بنجامین فرانکلین بر روی اسکناس صددلاری

## پایان زندگی

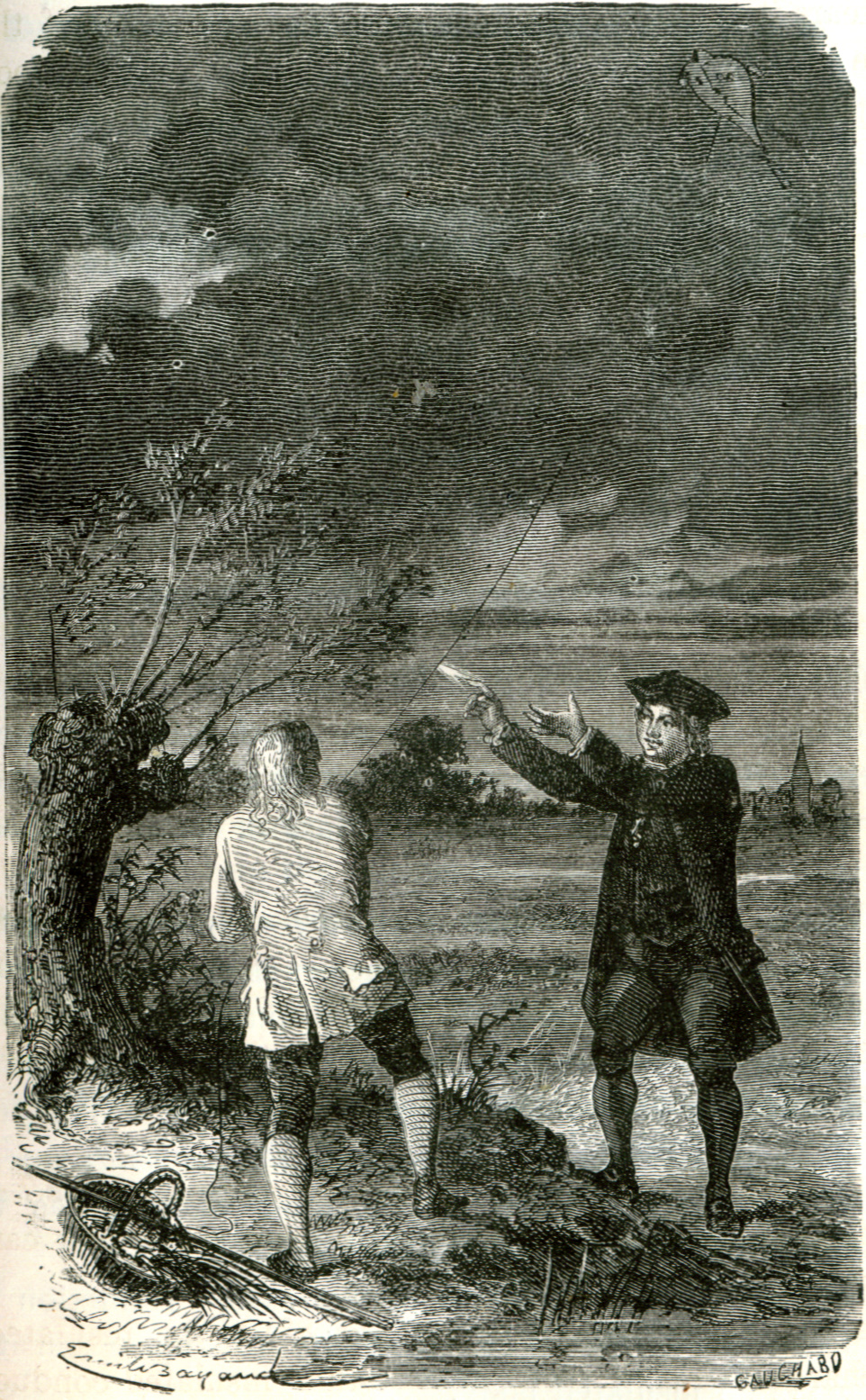
بنجامین فرانکلین

بنجامین فرانکلین در سال ۱۷۸۶ به آمریکا بازگشت و به‌عنوان ریاست عالی اجراییِ شورای پنسیلوانیا و در سال ۱۷۸۷ به مقام دبیرکل جامعهٔ ضد برده‌داری برگزیده شد.

او در ۱۷ آوریل ۱۷۹۰ در هشتاد و چهار سالگی در پنسیلوانیا درگذشت. حدود ۲۰٬۰۰۰ نفر در مراسم خاک‌سپاری اش شرکت داشتند. او در سال ۱۷۲۸ در حالی‌که بیست‌ودو سال بیشتر نداشت، شرحی به مضمون زیر برای مقبرهٔ خود نوشت:
«کالبد بنجامین فرانکلین ناشر اینجاست، مانند جلد کتابی کهنه. صفحاتش پاره شده و کلمات و تذهیب‌هایش رنگ باخته. اینجا افتاده تا غذای کرم‌ها شود. اما خود کار به تمامی از دست نرفته. از این رو، همان گونه که باور داشت، دوباره در یک نسخه جدیدتر و کامل‌تر توسط نویسنده [خالق] ، تصحیح و تجدید چاپ خواهد شد.»
البته این متن بر آرامگاه او نوشته نشد. بنجامین و دبورا فرانکلین تنها چیزی است که بر سنگ قبر او نوشته شده‌است.